# Dinha
Dinha (nom occità, oficialment en francès Digne-les-Bains) és un municipi francès situat al departament dels Alps de l'Alta Provença, dins la regió de Provença-Alps-Costa Blava. Forma part de la Communauté de communes des Trois Vallées.
La denominació actual fou aprovada pel decret de 21 de juny de 1988, publicat al Journal Officiel el 24 de juny del mateix any. Aquesta denominació entrà en vigor el 25 de juny de 1988. Anteriorment, la vila es digué Digne, denominació encara utilitzada de forma no-oficial.
Aquest nom prové del nom que la vila tenia al segle i, Dinia, que l'any 780 esdevingué Dignia.

## Demografia
| Evolució de la població |      |      |      |      |      |      |      |      |
| 1793                    | 1800 | 1806 | 1821 | 1831 | 1836 | 1841 | 1846 | 1851 |
| 3180                    | ?    | 3362 | 3621 | 3932 | 6365 | 4572 | 4942 | 4781 |

| 1856 | 1861 | 1866 | 1872 | 1876 | 1881 | 1886 | 1891 | 1896 |
| ---- | ---- | ---- | ---- | ---- | ---- | ---- | ---- | ---- |
| 5421 | 6485 | 7002 | 6877 | 7222 | 6771 | 7083 | 7261 | 7276 |

| 1901 | 1906 | 1911 | 1921 | 1926 | 1931 | 1936 | 1946 | 1954   |
| ---- | ---- | ---- | ---- | ---- | ---- | ---- | ---- | ------ |
| 7238 | 7456 | 7317 | 6302 | 6737 | 7051 | 7623 | 9342 | 10 436 |

| 1962   | 1968   | 1975   | 1982   | 1990   | 1999   | 2006 | 2011 | 2016 |
| ------ | ------ | ------ | ------ | ------ | ------ | ---- | ---- | ---- |
| 12 460 | 14 661 | 15 416 | 15 149 | 16 087 | 16 064 | -    | -    | -    |

| 2019 | - | - | - | - | - | - | - | - |
| ---- | - | - | - | - | - | - | - | - |
| -    | - | - | - | - | - | - | - | - |

## Administració
| Període   | Identitat         | Partit                    |
| --------- | ----------------- | ------------------------- |
| 1945-1947 | Émile Bonnet      | UMP                       |
| 1977-1995 | Pierre Rinaldi    | RPR                       |
| 1995-2001 | Jean-Louis Bianco | PS                        |
| 2001-     | Serge Gloaguen    | PS, després Divers gauche |

## Agermanaments
La vila de Dinha està agermanada amb:
- Bad Mergentheim, Alemanya
- Borgomanero, Itàlia
- Douma, Líban
- Kamaishi

## Personatges il·lustres
- Simon-Jude Honnorat, lexicògraf
- Jean-Louis Bianco president del Consell General dels Alps de l'Alta Provença
- Alexandra David-Neel, exploradora i escriptora, primera dona ocidental a entrar a Lhasa, al 1924.[1]